# Хоакін Себальос
Хоакін Себальос Мачадо (нар. 13 листопада 1996) — уругвайський футболіст, нападник уругвайського клубу Монтевідео Сіті Торке.

## Клубна кар'єра
Вихованець школи уругвайського клубу Депортиво Мальдонадо. У січні 2014 року Хоакін приєднався до основного складу клубу. В першому сезоні він був гравцем ротації. На початку 2015 року став регулярно з'являтися на полі. Загалом за 3 роки у клубі Себальос провів 44 поєдинки, забив 10 м'ячів. У лютому 2017 року перейшов до Уракану, у складі якого за 7 місяців зіграв 27 матчів і забив 7 м'яів. У лютому 2018 року перейшов до Хувентуду, у складі котрого провів 2 роки, зіграв 61 матч забивши 31 гол.
Після настільки успішних виступів переїхав до Європи, в іспанський клуб Жирона, проте повторити результативність попередньіх двох сезонів не вийшло, за трохи більше ніж пів року Хоакін з'являвся на полі лише у 6 матчах, і був відправлений в оренду до дублю Барселони. За каналонців Себальос провів 13 матчів, але відзначитися не зміг.
27 серпня 2021 року було оголошено про підписання між Хоакіном та клубом Монтевідео Сіті Торке годи розрахованої на 3 роки. Свій дебютний гол у скаладі нового клубу забив у матчі Кубка Лібертадорес у ворота еквадорської Барселони.